# Mademba Ndiaye
Pour les articles homonymes, voir Ndiaye.

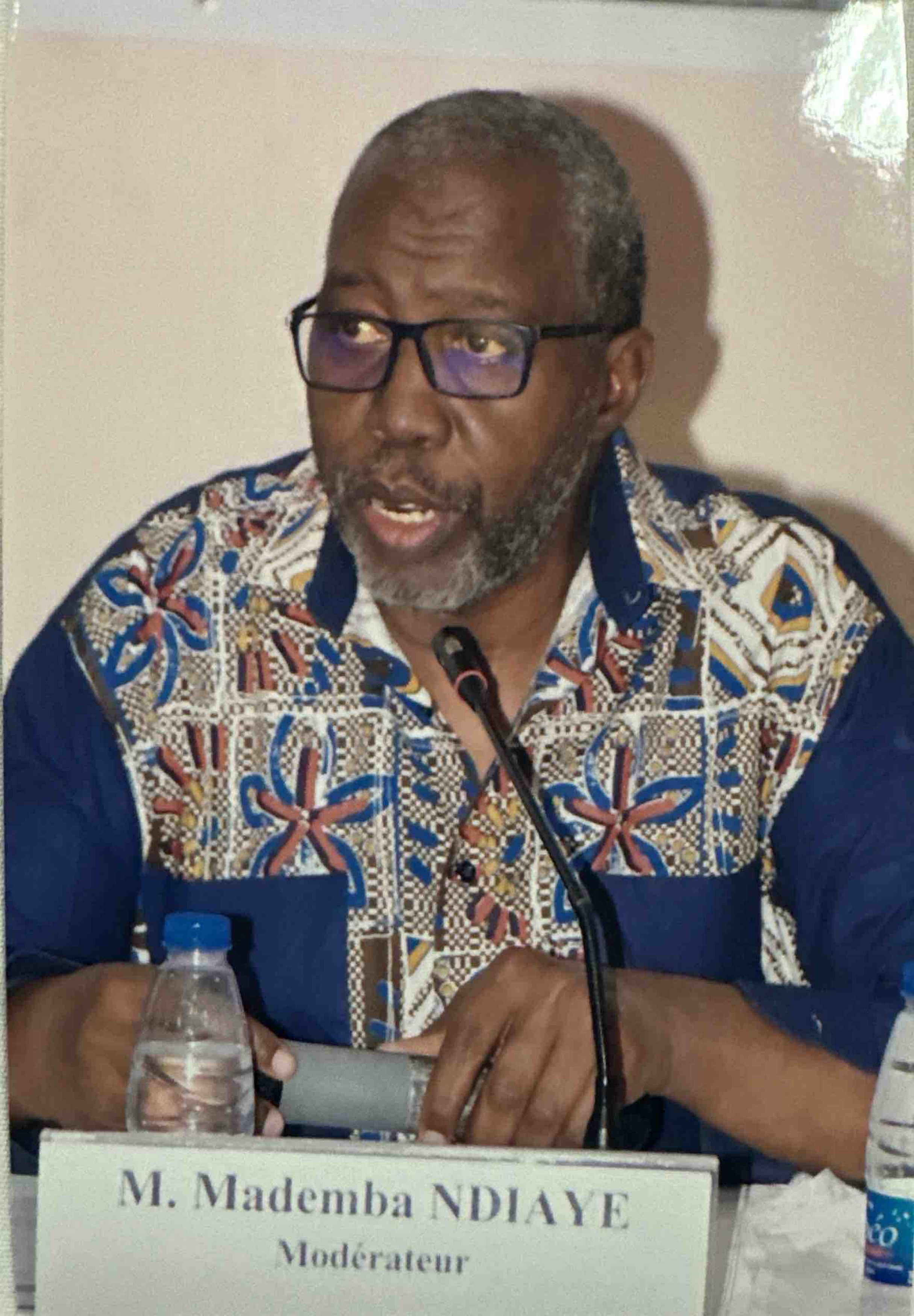

Mademba Ndiaye est un journaliste sénégalais né le 6 avril 1956 à Saint-Louis, au nord du Sénégal.

## Biographie
Après ses études primaires dans sa ville natale (école Ndiolofène et école Avenue De Gaulle), il intègre le lycée Faidherbe de Saint-Louis (devenu Lycée Cheikh Oumar Foutiyou Tall) d'où il sort avec la Baccalauréat en 1976. Il fréquente ensuite l'Université de Dakar ou il obtint un Certificat de maîtrise en Philosophie et un certificat de spécialisation en psychologie. Après une année dans l’enseignement, il entre directement, après un concours, en 2e année du Centre d'études des sciences et techniques de l'information (CESTI) de l'Université Cheikh Anta Diop de Dakar d’où il sort avec un Diplôme supérieur en journalisme, après avoir fréquenté l’Institut international de communication de Montréal et l’Institut français de presse (IFP) de Paris.
Il a commencé sa carrière de journaliste en 1983 à Takusan, journal privé indépendant même s'il a été créé par l'ancien chef de l'État du Sénégal, Me Abdoulaye Wade, alors dans l'opposition. Il est aussi membre fondateur du Groupe Sud Communication aux côtés de Babacar Touré, Abdoulaye Ndiags Sylla, Ibrahima Fall, Ibrahima Bakhoum, Sidy Gaye, etc. Il fait partie des nombreux journalistes-philosophes comme Mame Less Camara, Moustapha Sarr Diagne, Ibrahima Mané, Badara Diouf, Mohammadou Dia, etc.
Considéré par le journaliste de RFI Thierry Perret comme "l'une des meilleures plumes" du Sénégal. Mademba Ndiaye a également travaillé au Journal Wal Fadjri, où il était chef de Desk de politique étrangère tout en étant un des principaux analystes de la situation politique nationale. Il a également travaillé à l’Agence de presse sénégalaise.
En 1996, il a été nommé par le Président Abdou Diouf, membre de l’Observatoire national des Elections (ONEL), la première entité administrative indépendante charge de veilleur sur la régularité des élections au Senegal, avec comme Président le General (CR) Mamadou Niang, et vice-président le Professeur Moustapha Sourang.
Mademba Ndiaye a dirigé le Syndicat des journalistes du Sénégal dans les années 1990.
Il a travaillé entre lw 1er septembre 2004 et le 30 Avril 2023 à la Banque mondiale comme Senior Communication Officer, Senior External Affairs Officer avec un focus sur l'économie politique nationale et régionale. Avant de rejoindre la Banque mondiale, il avait assumé les memes fonctions d'expert en communication à l’USAID et au PNUD.